# Scottish Third Division 2004/05
Die Scottish Football League Third Division wurde 2004/05 zum insgesamt elften Mal unter diesem Namen ausgetragen. Es war zudem die elfte Austragung der Third Division als nur noch vierthöchste schottische Liga. In der vierthöchsten Fußball-Spielklasse der Herren in Schottland traten in der Saison 2004/05 10 Vereine in insgesamt 36 Spieltagen gegeneinander an. Jedes Team spielte jeweils viermal gegen jedes andere Team. Bei Punktgleichheit zählte die Tordifferenz, vor dem direkten Vergleich.
Die Meisterschaft gewann der FC Gretna, der sich gleichzeitig zusammen mit dem Tabellenzweiten FC Peterhead, die Teilnahme an der Second Division-Saison 2005/06 sicherte. Torschützenkönig mit 38 Treffern wurde Kenny Deuchar vom FC Gretna.

## Statistiken

### Abschlusstabelle
| Pl. | Verein                | Sp. | S  | U  | N  | Tore    | Diff. | Punkte |
| --- | --------------------- | --- | -- | -- | -- | ------- | ----- | ------ |
| 1.  | FC Gretna             | 36  | 32 | 2  | 2  | 130:290 | +101  | 98     |
| 2.  | FC Peterhead          | 36  | 23 | 9  | 4  | 081:380 | +43   | 78     |
| 3.  | FC Cowdenbeath        | 36  | 14 | 9  | 13 | 054:610 | −7    | 51     |
| 4.  | FC Queen’s Park       | 36  | 13 | 9  | 14 | 051:500 | +1    | 48     |
| 5.  | FC Montrose           | 36  | 13 | 7  | 16 | 047:530 | −6    | 46     |
| 6.  | Elgin City            | 36  | 12 | 7  | 17 | 039:610 | −22   | 43     |
| 7.  | FC Stenhousemuir (A)  | 36  | 10 | 12 | 14 | 058:580 | ±0    | 42     |
| 8.  | FC East Fife (A)      | 36  | 10 | 8  | 18 | 040:560 | −16   | 38     |
| 9.  | Albion Rovers         | 36  | 8  | 10 | 18 | 040:780 | −38   | 34     |
| 10. | FC East Stirlingshire | 36  | 5  | 7  | 24 | 032:880 | −56   | 22     |

Platzierungskriterien: 1. Punkte – 2. Tordifferenz – 3. geschossene Tore – 4. Direkter Vergleich (Punkte, Tordifferenz, geschossene Tore)
| Saison 2004/05 |

| Zum Saisonende 2003/04 |                                   |
| (A)                    | Absteiger aus der Second Division |